# Шенако
Шенако (груз. შენაქო) — село, находящееся в Ахметском муниципалитете края Кахетия Грузии. Шенако расположено в регионе Тушетия, недалеко от места слияния рек Пирикительская Алазани и Тушетская Алазани, образующих Андийское Койсу, на высоте 2080 метров над уровнем моря. Расстояние до центра муниципалитета, города Ахмета — 100 км.

## Общие сведения
Село Шенако расположено в исторической географической горной области Тушетия, на северо-востоке Грузии. Этот регион представлен на включение в список Всемирного наследия ЮНЕСКО.
Основное занятие населения — животноводство. В силу особенностей разведения сельскохозяйственных животных на горных пастбищах, село практически не населёно зимой, основное население появляется здесь только летом.
В последнее время регион Тушетия и село Шенако, в частности, становится популярным местом для экотуризма, развитие которого, однако, существенно ограничено доступностью села только в тёплое время года — с середины мая по начало октября. Через Шенако — одно из самых красивых селений региона — проходит туристический маршрут национального парка Тушети от селения Омало до деревни Дикло. В селении имеется семейная гостиница «Шенако», вместимостью до 10 человек, действующая старинная пивоварня.

## Достопримечательности
В Шенако находится церковь Святого Григория (в некоторых источниках называется Церковью Святой Троицы, Троицкий храм), возведённая в 1843 году, это один из двух храмов, существующих в Тушетии. В селе также есть древнее языческое капище «ниши».

## События, связанные с селом
В 2011 году в Шенако, в присутствии Чрезвычайного и Полномочного посла США в Грузии Джона Басса и Министра энергетики Грузии Александра Хетагури, состоялся запуск малой гидроэлектростанции. Электроснабжение села было прервано в 1988 году в связи с повреждением линии электропередачи, на восстановление подачи электроэнергии в Шенако правительством США при содействии USAID, было выделено 87 тысяч долларов.
В Шенако проходила часть съёмок советского художественного фильма «Мимино»: здесь (а также в Омало) снимали сцены сельской жизни семьи Мизандари.

## Галерея

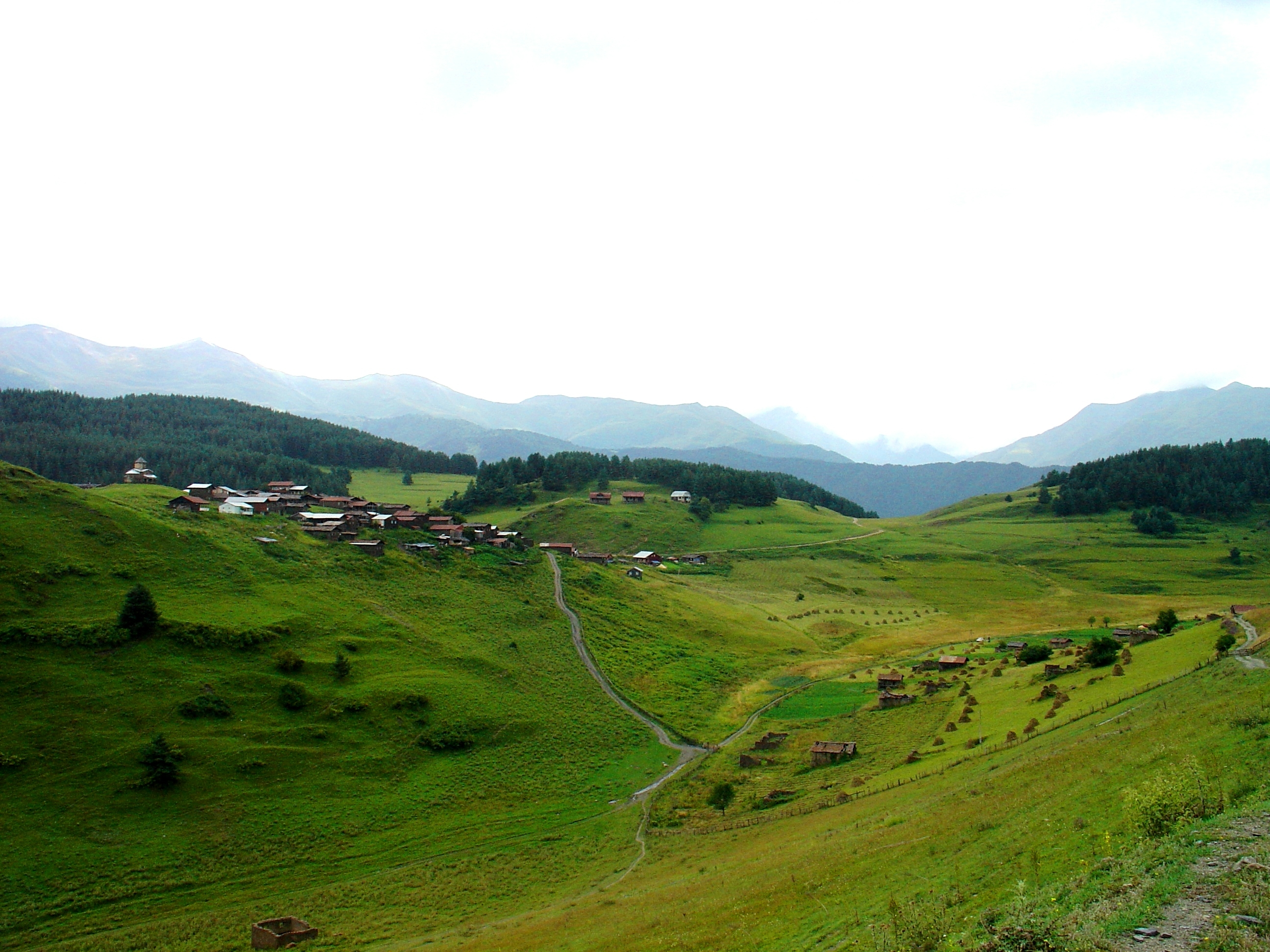
Общий вид на село Шенако и Троицкий храм
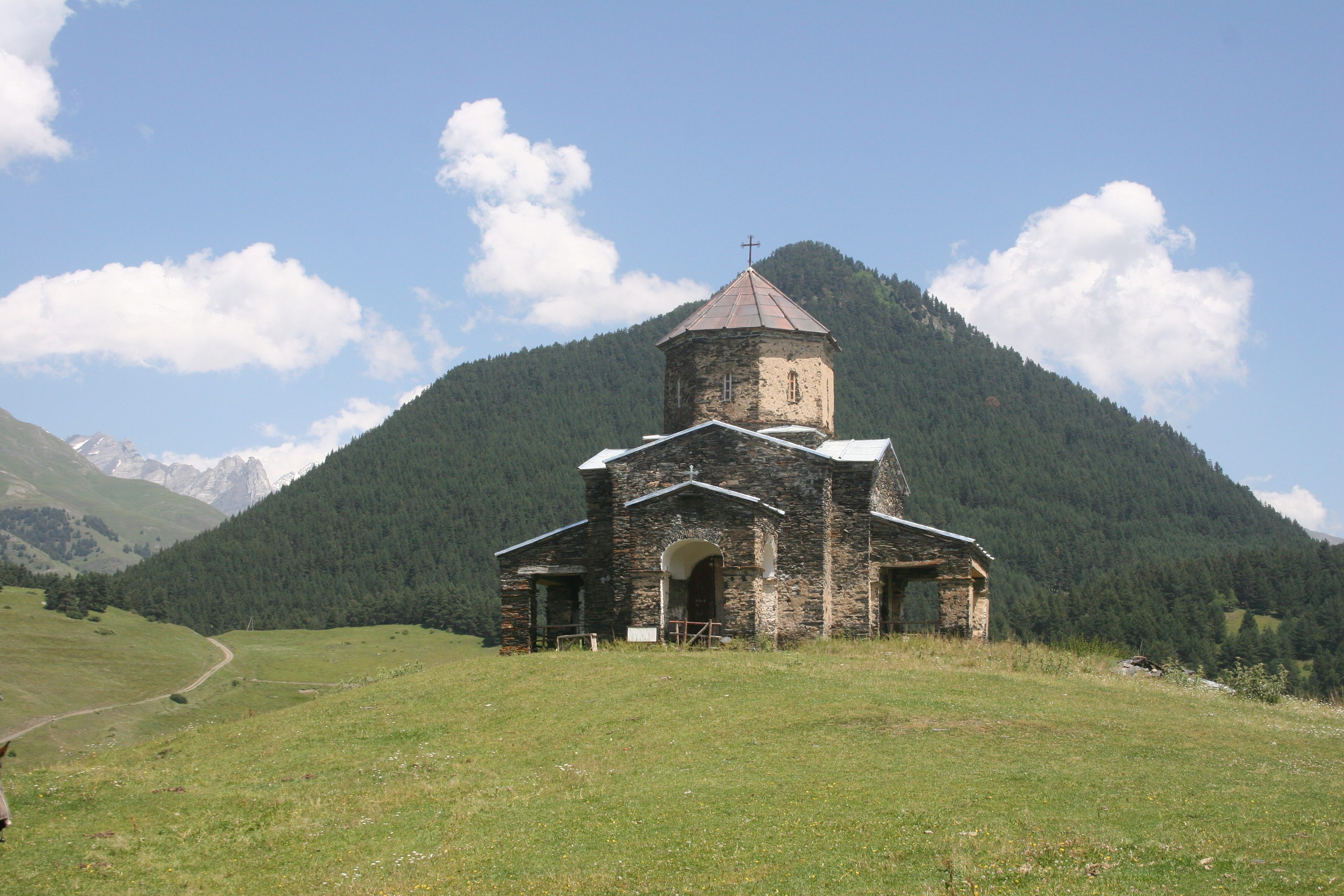
Церковь Святого Григория (1843)
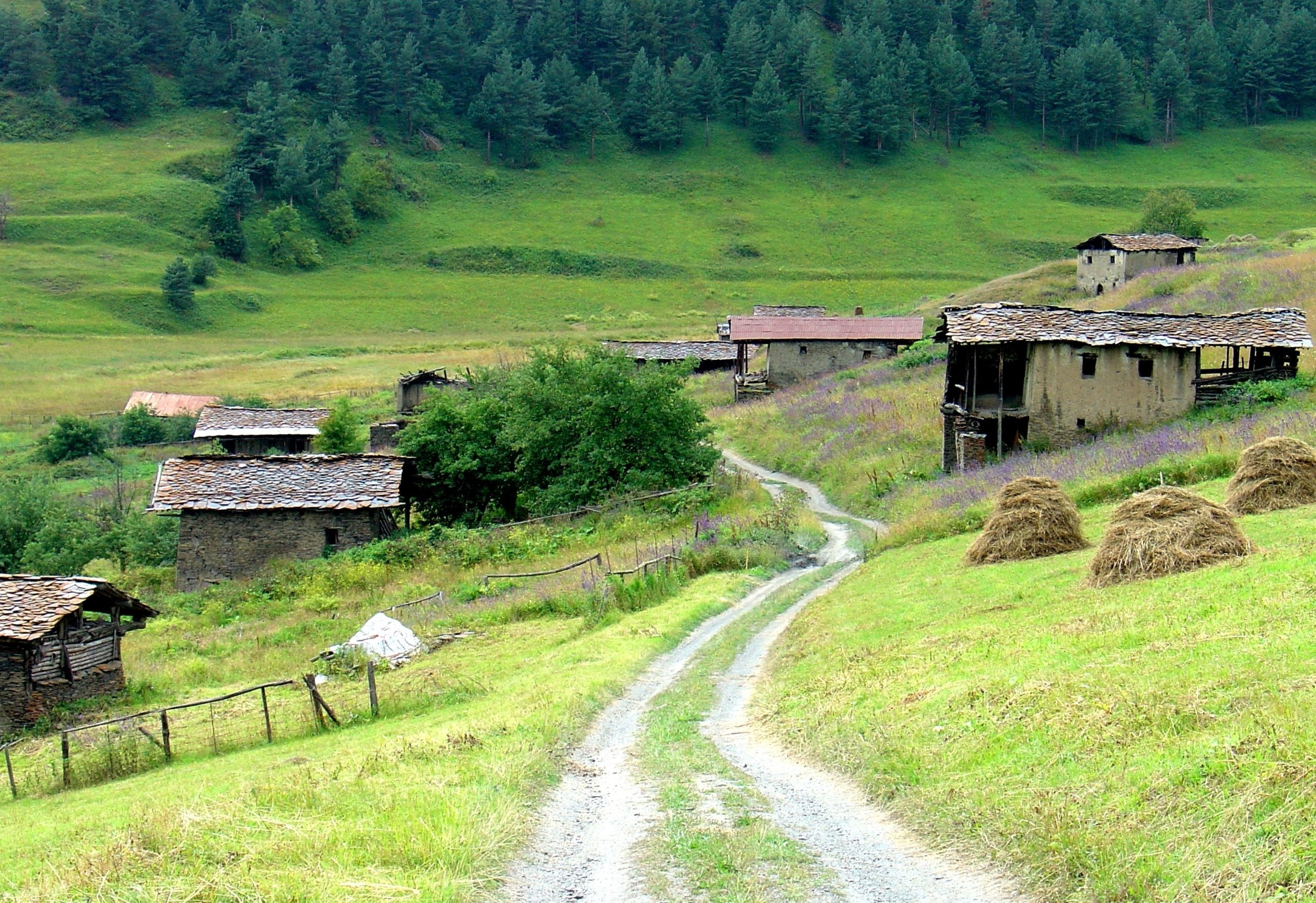
Село Шенако